# Talicada nyseus
Espèce
Talicada nyseus est une espèce de lépidoptères (papillons) originaires d'Asie du Sud et du Sud-Est, appartenant à la famille des Lycaenidae et à la sous-famille des Polyommatinae.

## Nom vernaculaire
Talicada nyseus est appelé Red Pierrot en anglais.

## Description

### Papillon
L'imago de Talicada nyseus est un petit papillon, d'une envergure de 30 à 35 mm. Le dessus des ailes est principalement brun-noir, avec une large plage distale rouge orangé à l'aile postérieure.
Le revers des ailes a un fond blanchâtre, avec à l'aile antérieure des dessins noirs dans la moitié distale, et à l'aile postérieure des taches basales et postdiscales noires assez variables et une large bande marginale rouge orangé (et noire près de l'apex) contenant des taches blanchâtres.
Les franges sont blanches entrecoupées de noir, et chaque aile postérieure a une petite queue.

### Chenille
La chenille est jaune verdâtre avec une ligne verte sur le dos. Elle est couverte de poils blancs.

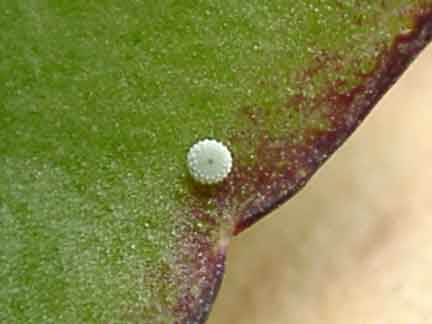
Œuf sous une feuille de Kalanchoe.
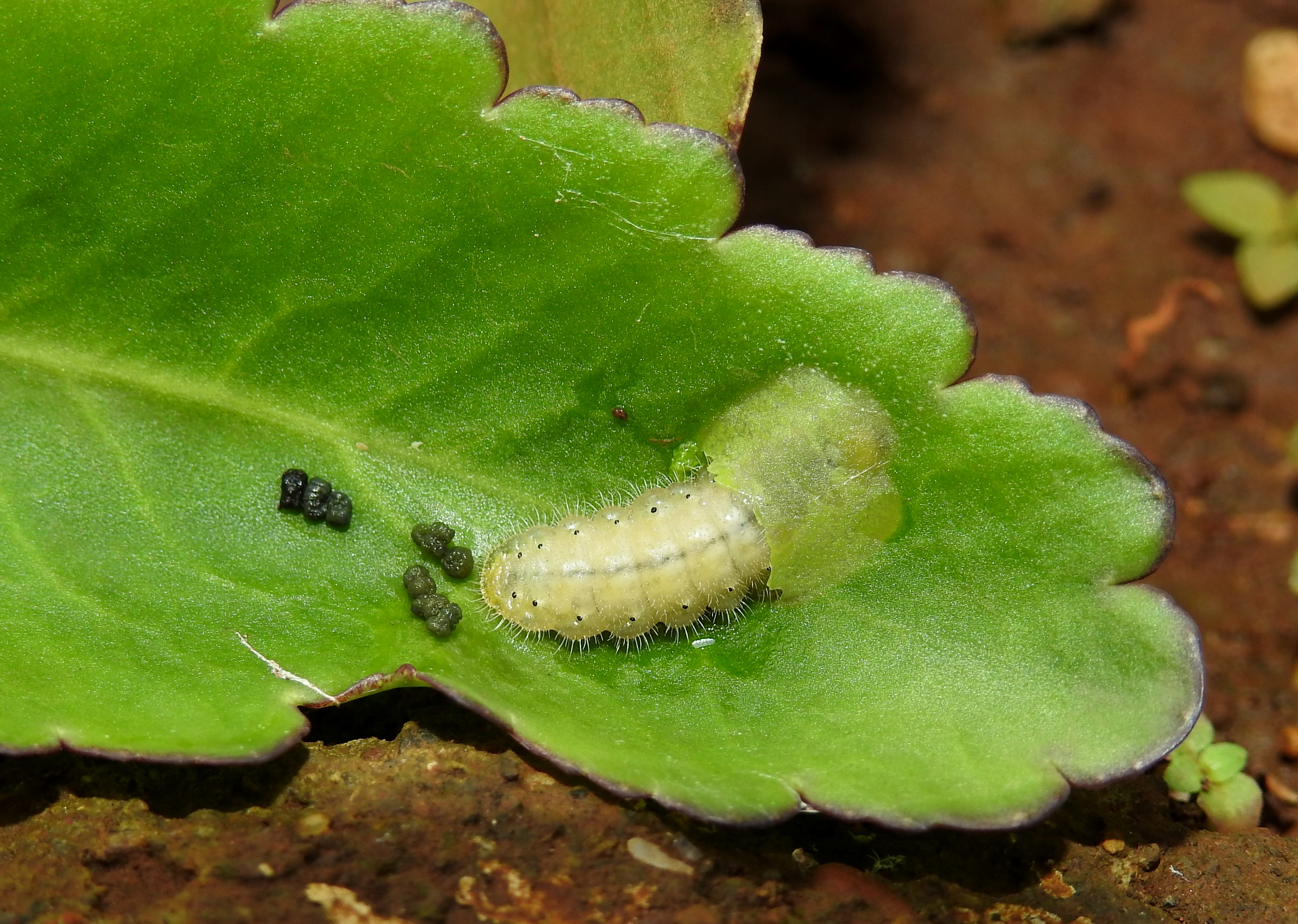
Chenille.
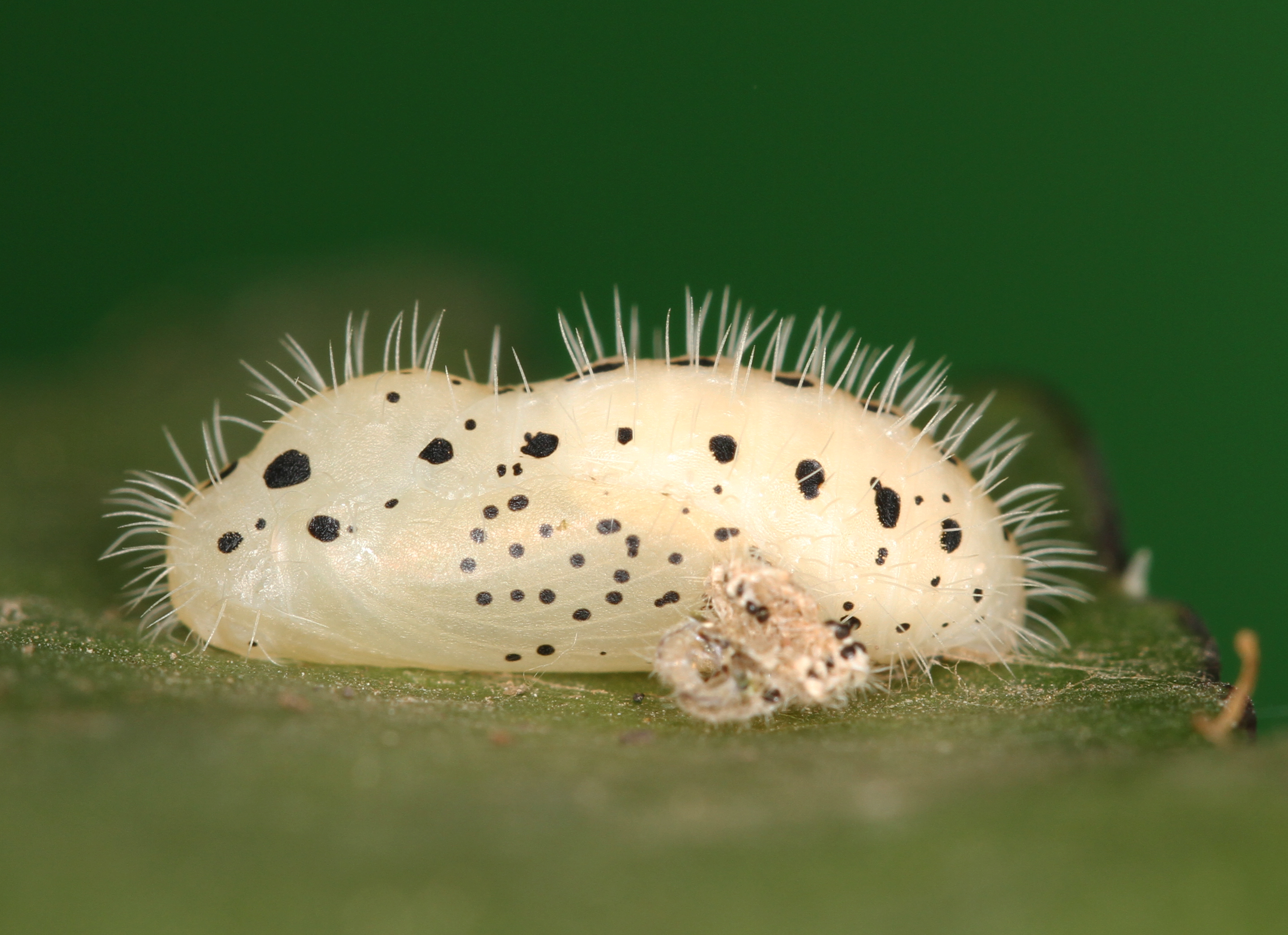
Chrysalide.

## Biologie
Les plantes hôtes des chenilles sont Kalanchoe laciniata et Kalanchoe pinnata, des plantes de la famille des Crassulaceae communes dans les jardins de la région. Les adultes sont parfois vus sur les lichens. Des études suggèrent qu'ils en recueillent les substances phénoliques par grattage, ce qui signe une association.

## Distribution et biotopes
Talicada nyseus est présente dans une grande partie de l'Asie tropicale : au Sri Lanka, dans le Sud et l'Est de l'Inde, en Birmanie, en Thaïlande et au Viêt Nam.
Cette espèce se rencontre principalement dans des habitats forestiers, et plus généralement dans les lieux où les Kalanchoe sont abondants, jusqu'à 2 000 m d'altitude.

## Systématique
L'espèce actuellement appelée Talicada nyseus a été décrite en 1843 par l'entomologiste français Félix Édouard Guérin-Méneville, sous le nom initial de Polyommatus nyseus. Elle est l'espèce type de son genre actuel, Talicada Moore, [1881].
Plusieurs sous-espèces sont reconnues :
- Talicada nyseus nyseus (Guérin-Méneville, 1843) — au Sri Lanka et dans le Sud de l'Inde.
- Talicada nyseus khasia Druce, 1902 — en Assam.
- Talicada nyseus assamica Fruhstorfer, [1924] — en Assam, en Birmanie et dans le Nord de la Thaïlande.
- Talicada nyseus burmana Evans, [1925] — en Birmanie et dans le Nord de la Thaïlande.
- Talicada nyseus delapolei Riley, 1927 — au Sri Lanka.
- Talicada nyseus macbethi Riley, 1932 — en Thaïlande.
- Talicada nyseus annamitica Fruhstorfer, [1924] — dans le Sud du Viêt Nam.